# Sand Quarry Hollow
Sand Quarry Hollow je údolí nacházející se v okrese Hickman County (Tennessee) ve Spojených státech amerických. Leží v subtropickém pásmu s velkým množstvím srážek (průměrně napadne 1645 mm ročně), průměrná roční teplota je 14 °C. Nejteplejším měsícem v roce je srpen (24 °C) a nejchladnějším leden (2 °C), nejvyšší množství srážek napadá v lednu (205 mm) a nejmenší v listopadu (86 mm).
Název je odvozen od nalezišť písku, který zde byl těžen a převážen do nedalekých vysokých pecí.